# 김노원
김노원는 대한민국의 드라마 연출가이다. 

## 연출

### 드라마
- 2021년 tvN 수목 미니시리즈 《더 로드:1의 비극》(연출)